# Émilie-Agnès de Reuss-Schleiz
Émilie Agnès de Reuss-Schleiz (11 août 1667 - 15 octobre 1729), est une noble allemande, membre de la Maison de Reuss et par ses deux mariages comtesse de Promnitz-Pless et duchesse de Saxe-Weissenfels-Dahme.
Née à Schleiz, elle est la quatrième des huit enfants nés de Henri Ier de Reuss-Schleiz (1639-1692), seigneur, et en 1673 comte de Reuss-Schleiz et de sa première épouse, la comtesse Esther de Hardegg auf Glatz und im Machlande.

## Biographie
Le 26 août 1673, tous les membres de la Maison de Reuss sont élevés au rang de comte impérial (en allemand : Reichsgraf). Émilie Agnès (âgée de 6 ans) et ses deux frère et sœur, Henri XI (4 ans), et Suzanne Marie (à l'âge de 2 mois; elle est décédée le 13 mai 1675) sont tous nommés comtes et comtesses Reuss de Schleiz (en allemand : Graf/Gräfin von Reuss Schleiz).
À Schleiz le 10 août 1682, Emilie-Agnès, épouse Balthasar Erdmann de Promnitz-Pless (Sorau, 9 janvier 1656 - Sorau, 3 mai 1703). Ils ont cinq enfants :
1. Erdmann II de Promnitz (Sorau, 22 août 1683 - Jagdschloß Sorauer Forst, 7 septembre 1745).
2. Frédéric de Promnitz-Pless (Sorau, 11 octobre 1684 - Halbau, 13 juin 1712), seigneur de Halbau.
3. Henri de Promnitz-Pless (Sorau, 14 janvier 1686 - Sorau, 23 mai 1700).
4. Esther Maximiliane Élisabeth de Promnitz-Pless (Sorau, 20 février 1687 - Sorau, 28 septembre 1701).
5. Philippine Henriette-Thérèse de Promnitz-Pless (Sorau, 25 novembre 1689 - Sorau, 30 novembre 1689).

À Dahme le 13 février 1711, Émilie Agnès épouse en secondes noces Frédéric de Saxe-Weissenfels-Dahme, le plus jeune fils survivant du duc Auguste de Saxe-Weissenfels. Peu de temps après le mariage, il reçoit l'arrondissement de Dahme comme apanage et prend sa résidence. Ils n'ont pas d'enfants.
Elle est morte à Fürstlich Drehna âgée de 62 ans, après avoir survécu quatorze ans à son second mari.